# Нападовский, Игорь Анатольевич
Игорь Анатольевич Нападовский (бел. Ігар Анатольевіч Нападоўскі) — младший сержант Вооружённых Сил СССР, участник войны в Афганистане, погиб при исполнении служебных обязанностей, кавалер ордена Красной Звезды (посмертно).

## Биография
Игорь Анатольевич Нападовский родился 30 января 1966 года в городе Лепеле Витебской области Белорусской Советской Социалистической Республики. После окончания восьми классов средней школы № 1 города Лепель и вечерней средней общеобразовательной школы в родном городе трудился наладчиком на заводе «Платан».
4 мая 1984 года Нападовский был призван на службу в Вооружённые Силы СССР Лепельским районным военным комиссариатом. 20 марта 1985 года для дальнейшего прохождения службы он был направлен в состав ограниченного контингента советских войск в Демократической Республике Афганистан. Служил командиром отделения боевых машин десанта в 334-м отдельном отряде специального назначения 15-й отдельной бригады специального назначения, дислоцировавшейся в городе Асадабаде. Неоднократно участвовал в боевых действиях против вооружённых формирований моджахедов.
21 апреля 1985 года Нападовский вместе со своей ротой попал в засаду в Мараварском ущелье в афганской провинции Кунар. В ожесточённом бою он был ранен, но остался в строю, продолжая вести огонь, пока не был застрелен афганским снайпером. Всего же в тот день погиб 31 разведчик из его роты.
Похоронен на городском кладбище в городе Лепель Витебской области Белоруссии.

## Награды
Указом Президиума Верховного Совета СССР младший сержант Игорь Анатольевич Нападовский посмертно был удостоен ордена Красной Звезды.

## Память
- В честь Нападовского названа улица в городе Лепель[2].
- В средней школе № 1 города Лепель, в которой учился Нападовский, одна из экспозиций школьного музея посвящена И. А. Нападовскому[2].